# Hansenocaris pacifica
Hansenocaris pacifica is een kreeftachtigensoort. De wetenschappelijke naam van de soort is voor het eerst geldig gepubliceerd in 1985 door Îto.